# Evergestis angularis
Evergestis angularis is een vlinder uit de familie van de grasmotten (Crambidae), uit de onderfamilie van de Glaphyriinae. De wetenschappelijke naam van deze soort is voor het eerst gepubliceerd in 2021 door Michael Seizmair.
De soort komt voor in Oman.